# Persone di nome Karen
| Questa pagina contiene informazioni ricavate automaticamente dalle voci biografiche con l'ausilio del template Bio e di un bot. L'aggiornamento è periodico e automatico e ricostruisce completamente la pagina. Se manca una persona in questa lista, sei pregato di non aggiungerla, ma accertati piuttosto che la sua voce biografica contenga il template Bio e che i dati anagrafici siano correttamente compilati. Se il template Bio manca, inseriscilo tu stesso o, in alternativa, metti l'avviso {{tmp\|Bio}} che ne segnala la mancanza. Se i dati riportati sono sbagliati, correggi direttamente la voce biografica; le modifiche saranno visibili in questa lista entro pochi giorni. Per chiarimenti vedi il progetto antroponimi. La lista contiene solo le 174 persone che sono citate nell'enciclopedia e per le quali è stato implementato correttamente il template Bio. Pagina aggiornata al 16 ott 2024. |

Questa è una lista di persone presenti nell'enciclopedia che hanno il prenome Karen, suddivise per attività principale.

## Artiste marziali miste(1)
- Alexa Grasso, artista marziale mista messicana (Guadalajara, n. 1993)

## Astronaute(1)
- Karen Nyberg, ex astronauta e ingegnere statunitense (Parkers Prairie, n. 1969)

## Attrici(31)
- Karen Akers, attrice, cantante e cabarettista statunitense (New York, n. 1945)
- Karen Allen, attrice statunitense (Carrollton, n. 1951)
- Karen Austin, attrice statunitense (Welch, n. 1955)
- Karen Blanguernon, attrice e scrittrice francese (Parigi, n. 1935 - New York, † 1996)
- Karen Carlson, attrice, regista e produttrice cinematografica statunitense (Shreveport, n. 1945)
- Karen Ciaurro, attrice italiana (Roma, n. 2002)
- Karen Cliche, attrice canadese (Sept-Îles, n. 1976)
- Karen David, attrice e cantautrice indiana (Shillong, n. 1979)
- Karen Dotrice, attrice britannica (Guernsey, n. 1955)
- Karen Fukuhara, attrice statunitense (Los Angeles, n. 1992)
- Karen Gillan, attrice, regista e ex modella britannica (Inverness, n. 1987)
- Karen Lynn Gorney, attrice e cantante statunitense (Beverly Hills, n. 1945)
- Karen Grassle, attrice statunitense (Berkeley, n. 1942)
- Lucy Hale, attrice e cantante statunitense (Memphis, n. 1989)
- Karen Hassan, attrice britannica (Belfast, n. 1981)
- Karen Kondazian, attrice e attrice teatrale statunitense (Newton, n. 1950)
- Karen Ludwig, attrice e regista statunitense (San Francisco, n. 1942)
- Lesley Sharp, attrice britannica (Manchester, n. 1960)
- Karen Mason, attrice, cantante e cabarettista statunitense (New Orleans)
- Karen Morley, attrice statunitense (Ottumwa, n. 1909 - Woodland Hills, † 2003)
- Karen Morrow, attrice e cantante statunitense (Chicago, n. 1936)
- Karen Olivo, attrice e cantante statunitense (New York, n. 1976)
- Karen Pittman, attrice statunitense (n. 1986)
- Karen Poulsen, attrice danese (Copenaghen, n. 1881 - Copenaghen, † 1953)
- Karen Robinson, attrice canadese (Londra, n. 1968)
- Karen Robson, attrice e avvocata australiana (n. 1957)
- Karen Sillas, attrice statunitense (Brooklyn, n. 1963)
- Karen Steele, attrice statunitense (Honolulu, n. 1931 - Kingman, † 1988)
- Karen Malina White, attrice statunitense (Filadelfia, n. 1965)
- Karen Young, attrice statunitense (Pequannock, n. 1958)
- Karen Black, attrice statunitense (Park Ridge, n. 1939 - Santa Monica, † 2013)

## Attrici pornografiche(2)
- Karen Fisher, attrice pornografica e regista statunitense (Portland, n. 1976)
- Karen Summer, attrice pornografica statunitense (n. 1962 - Pompano Beach, † 2023)

## Avvocate(1)
- Karen DeCrow, avvocata e attivista statunitense (Chicago, n. 1937 - Jamesville, † 2014)

## Calciatori(4)
- Karen Aleksanyan, ex calciatore armeno (Gyumri, n. 1980)
- Karen Israyelyan, ex calciatore armeno (Erevan, n. 1992)
- Karen Melk'ownyan, calciatore armeno (Erevan, n. 1999)
- Karen Muradyan, calciatore armeno (Gyumri, n. 1992)

## Calciatrici(4)
- Karen Araya, calciatrice cilena (Puente Alto, n. 1990)
- Karen Bardsley, ex calciatrice inglese (Santa Monica, n. 1984)
- Karen Carney, ex calciatrice britannica (Solihull, n. 1987)
- Karen Holmgaard, calciatrice danese (n. 1999)

## Canoiste(1)
- Karen Hoff, canoista danese (n. 1921 - † 2000)

## Canottiere(1)
- Karen Bennett, canottiera britannica (Edimburgo, n. 1989)

## Cantanti(11)
- Karen O, cantante sudcoreana (Pusan, n. 1978)
- Lee Aaron, cantante canadese (Belleville, n. 1962)
- Karen Busck, cantante danese (Aarhus, n. 1975)
- Karen Carpenter, cantante e batterista statunitense (New Haven, n. 1950 - Downey, † 1983)
- Raïssa Kelly, cantante francese (Blois, n. 1976)
- Karen Dalton, cantante, chitarrista e suonatrice di banjo statunitense (Bonham, n. 1937 - New York, † 1993)
- Karen Jo Fields, cantante norvegese (Oslo, n. 1973)
- Karen Mok, cantante, attrice e designer cinese (Hong Kong, n. 1970)
- Karen Ramírez, cantante britannica (Londra, n. 1971)
- Karen Rosenberg, cantante danese (Copenaghen, n. 1975)
- Karen Young, cantante statunitense (Filadelfia, n. 1951 - Filadelfia, † 1991)

## Cantautrici(4)
- Karen Brooks, cantautrice statunitense (Dallas, n. 1954)
- Karen Clark Sheard, cantautrice e musicista statunitense (Detroit, n. 1960)
- Michelle Shocked, cantautrice statunitense (Dallas, n. 1962)
- MØ, cantautrice e musicista danese (Odense, n. 1988)

## Cavallerizze(1)
- Karen Stives, cavallerizza statunitense (n. 1950 - † 2015)

## Cestiste(5)
- Karen Booker, ex cestista, allenatrice di pallacanestro e arbitro di pallacanestro statunitense (Franklin, n. 1965)
- Karen Dalton, ex cestista, allenatrice di pallacanestro e dirigente sportiva australiana (Sydney, n. 1961)
- Karen Rocha, cestista brasiliana (San Paolo, n. 1984)
- Karen Mulder, ex cestista olandese (Amsterdam, n. 1952)
- Karen Twehues, ex cestista e allenatrice di pallacanestro svizzera (Minusio, n. 1983)

## Chimiche(1)
- Karen Wetterhahn, chimica statunitense (Plattsburgh, n. 1948 - Lyme, † 1997)

## Curatrici editoriali(1)
- Karen Berger, curatrice editoriale statunitense (New York City, n. 1958)

## Danzatrici(1)
- Karen Ziemba, ballerina, cantante e attrice statunitense (St. Joseph, n. 1957)

## Diplomatiche(1)
- Christiana Figueres, diplomatica costaricana (San José, n. 1956)

## Dirigenti d'azienda(1)
- Karen Jarrett, dirigente d'azienda statunitense (Greensburg, n. 1972)

## Dirigenti sportive(1)
- Karen Korfanta, dirigente sportiva, allenatrice di sci alpino e ex sciatrice alpina statunitense (Rock Springs, n. 1945)

## Discobole(1)
- Karen Gallardo, discobola cilena (Valdivia, n. 1984)

## Doppiatrici(2)
- Karen Disher, doppiatrice e animatrice statunitense (n. 1972)
- Karen Strassman, doppiatrice statunitense (Washington, n. 1966)

## Giavellottiste(1)
- Karen Forkel, ex giavellottista tedesca (Wolfen, n. 1970)

## Ginnaste(1)
- Karen Cockburn, ginnasta canadese (Toronto, n. 1979)

## Giornaliste(3)
- Karen Essex, giornalista, scrittrice e sceneggiatrice statunitense (New Orleans)
- Karen Hughes, giornalista, diplomatica e funzionario statunitense (Parigi, n. 1956)
- Karen Traviss, giornalista, autrice di fantascienza e glottoteta britannica (Portsmouth)

## Hockeiste su ghiaccio(1)
- Karen Thatcher, ex hockeista su ghiaccio statunitense (Bryn Mawr, n. 1984)

## Imprenditrici(1)
- Karen S. Lynch, imprenditrice e dirigente d'azienda statunitense (Ware, n. 1963)

## Informatiche(1)
- Karen Spärck Jones, informatica inglese (Huddersfield, n. 1935 - Willingham, † 2007)

## Insegnanti(1)
- Karen Pence, insegnante e pittrice statunitense (McConnell Air Force Base, n. 1957)

## Lottatori(1)
- Karen Aslanian, lottatore armeno (n. 1995)

## Matematiche(1)
- Karen Uhlenbeck, matematica statunitense (Cleveland, n. 1942)

## Mezzofondiste(1)
- Karen Ehrenreich, mezzofondista e maratoneta danese (n. 1984)

## Modelle(10)
- K.D. Aubert, modella e attrice statunitense (Shreveport, n. 1978)
- Karen Dianne Baldwin, modella canadese (London, n. 1963)
- Karen Bjornson, modella statunitense (Galesburg, n. 1952)
- Karen Elson, supermodella e cantante britannica (Oldham, n. 1979)
- Karen Ibasco, modella filippina (Manila, n. 1990)
- Karen McDougal, modella statunitense (Merrillville, n. 1971)
- Karen Morrison, modella statunitense (St. Charles, n. 1955)
- Karen Mulder, supermodella olandese (Vlaardingen, n. 1970)
- Karen Brucene Smith, modella statunitense (Port Lavaca, n. 1952)
- Annette Stai, supermodella norvegese (Nesodden, n. 1961)

## Nobildonne(1)
- Karen Andersdatter, nobildonna danese (Copenaghen, † 1673)

## Nuotatrici(7)
- Karen Harup, nuotatrice danese (Gentofte, n. 1924 - Copenaghen, † 2009)
- Karen Josephson, sincronetta statunitense (Bristol, n. 1964)
- Karen Moe, ex nuotatrice statunitense (Del Monte, n. 1953)
- Karen Moras, ex nuotatrice australiana (Ryde, n. 1954)
- Karen Phillips, ex nuotatrice australiana (n. 1966)
- Karen Pickering, ex nuotatrice britannica (Brighton and Hove, n. 1971)
- Karen Reeser, ex nuotatrice statunitense

## Pattinatrici artistiche su ghiaccio(3)
- Karen Chen, pattinatrice artistica su ghiaccio statunitense (Fremont, n. 1999)
- Karen Magnussen, ex pattinatrice artistica su ghiaccio canadese (Vancouver, n. 1952)
- Karen Simensen, pattinatrice artistica su ghiaccio norvegese (Oslo, n. 1907 - Oslo, † 1996)

## Pattinatrici di short track(1)
- Karen Cashman, ex pattinatrice di short track statunitense (n. 1971)

## Pittrici(1)
- Karen Holtsmark, pittrice norvegese (Ås, n. 1907 - Ås, † 1998)

## Poetesse(1)
- Karen Press, poetessa sudafricana (Città del Capo, n. 1956)

## Politiche(11)
- Karen Bass, politica statunitense (Los Angeles, n. 1953)
- Karen Buck, politica britannica (Contea di Tyrone, n. 1958)
- Karen Handel, politica statunitense (Washington, n. 1962)
- Karen Lumley, politica britannica (Barnsley, n. 1964 - † 2023)
- Karen Makishima, politica giapponese (Yokosuka, n. 1976)
- Karen McCarthy, politica statunitense (Haverhill, n. 1947 - Overland Park, † 2010)
- Karen Poniachik, politica e giornalista cilena (Santiago del Cile, n. 1965 - Santiago del Cile, † 2022)
- Karen Shepherd, politica statunitense (Silver City, n. 1940)
- Jackie Speier, politica statunitense (San Francisco, n. 1950)
- Karen Tandy, politica e diplomatica statunitense (Fort Worth)
- Karen Thurman, politica statunitense (Rapid City, n. 1951)

## Politici(4)
- Karen Karapetyan, politico armeno (Stepanakert, n. 1963)
- Karen Abrahamyan, politico e generale karabakho (Khtsaberd, n. 1966)
- Karen Baburyan, politico karabakho (Step'anakert, n. 1954 - † 2011)
- Karen Mirzoyan, politico karabakho (Erevan, n. 1965)

## Psichiatre(1)
- Karen Horney, psichiatra e psicoanalista tedesca (Amburgo, n. 1885 - New York, † 1952)

## Psicologhe(1)
- Karen Wynn, psicologa statunitense (Austin, n. 1962)

## Registe(2)
- Kasi Lemmons, regista, attrice e sceneggiatrice statunitense (Saint Louis, n. 1961)
- Karen Moncrieff, regista e sceneggiatrice statunitense (Sacramento, n. 1963)

## Registi(1)
- Karen Georgievič Šachnazarov, regista, attore e produttore cinematografico russo (Krasnodar, n. 1952)

## Religiose(1)
- Karen Zerby, religiosa statunitense (Camdem, n. 1946)

## Rugbiste a 15(1)
- Karen Almond, rugbista a 15 inglese (Kingston upon Hull, n. 1962)

## Saggiste(1)
- Karen Armstrong, saggista britannica (Wildmoor, n. 1944)

## Scacchisti(1)
- Karen Asryan, scacchista armeno (Erevan, n. 1980 - Erevan, † 2008)

## Scenografe(1)
- Karen O'Hara, scenografa statunitense (Morton Grove, n. 1954)

## Schermitrici(1)
- Karen Lachmann, schermitrice danese (Pechino, n. 1916 - Gentofte, † 1962)

## Sciatrici alpine(9)
- Karen Budge, ex sciatrice alpina statunitense (Jackson, n. 1949)
- Karen Cloutier, sciatrice alpina canadese (n. 1957 - † 2016)
- Karen Dokka, ex sciatrice alpina canadese (Vancouver, n. 1947)
- Karen Lancaster, ex sciatrice alpina statunitense (n. 1961)
- Karen Percy, ex sciatrice alpina canadese (Edmonton, n. 1966)
- Karen Persyn, ex sciatrice alpina belga (Rumst, n. 1983)
- Karen Putzer, ex sciatrice alpina italiana (Bolzano, n. 1978)
- Karen Smadja-Clément, sciatrice alpina francese (Nizza, n. 1999)
- Karen Stemmle, ex sciatrice alpina canadese (Toronto, n. 1964)

## Scrittrici(17)
- Karen Blixen, scrittrice danese (Rungsted, n. 1885 - Rungsted, † 1962)
- Karen Brunés, scrittrice danese (Fredensborg, n. 1893 - Fredensborg, † 1977)
- Karen Cushman, scrittrice statunitense (Chicago, n. 1941)
- Karen Dionne, scrittrice statunitense (Akron, n. 1953)
- Karen Duve, scrittrice tedesca (Amburgo, n. 1961)
- Louise Erdrich, scrittrice e poetessa statunitense (Little Falls, n. 1954)
- Karen Joy Fowler, scrittrice statunitense (Bloomington, n. 1950)
- Hulda Garborg, scrittrice, drammaturga e poetessa norvegese (Stange, n. 1862 - Asker, † 1934)
- Karen Gillece, scrittrice irlandese (Dublino, n. 1974)
- Karen Hesse, scrittrice statunitense (Baltimora, n. 1952)
- Karen Kingsbury, scrittrice statunitense (Fairfax, n. 1963)
- Karen Maitland, scrittrice britannica (Regno unito, n. 1956)
- Karen Miller, scrittrice australiana (Vancouver)
- Karen Rinaldi, scrittrice e editrice statunitense (n. 1962)
- Karen Russell, scrittrice statunitense (Miami, n. 1981)
- Karen Tei Yamashita, scrittrice e drammaturga statunitense (Oakland, n. 1951)
- Karen Young, scrittrice statunitense

## Storiche delle religioni(1)
- Karen Leigh King, storica delle religioni statunitense (n. 1954)

## Tastieriste(1)
- Karen Mantler, tastierista, armonicista e cantante statunitense (New York, n. 1966)

## Tenniste(3)
- Karen Cross, ex tennista britannica (n. 1974)
- Karen Hantze Susman, ex tennista statunitense (San Diego, n. 1942)
- Karen Krantzcke, tennista australiana (Brisbane, n. 1947 - Tallahassee, † 1977)

## Tennisti(1)
- Karen Chačanov, tennista russo (Mosca, n. 1996)

## Triatlete(1)
- Karen Smyers, triatleta statunitense (Corry, n. 1961)

## Wrestler(1)
- Wendy Choo, wrestler statunitense (Queens, n. 1992)

## Senza attività specificata(2)
- Karen Ann Quinlan,  statunitense (Scranton, n. 1954 - Morris Plains, † 1985)
- Pat Spurgin, ex tiratrice a segno statunitense (Billings, n. 1965)